# Cratichneumon leptocerus
Cratichneumon leptocerus là một loài tò vò trong họ Ichneumonidae.